# PSA Super Series Finals 1997/98
Die 5. PSA Super Series Finals der Herren fanden vom 26. Februar bis 1. März 1998 in der Galleria in Hatfield, England statt. Das Turnier war mit 40.000 US-Dollar dotiert.
Titelverteidiger war Jansher Khan, der auch in diesmal das Turnier zum bis dato vierten Mal gewann. Im Endspiel bezwang er Simon Parke mit 15:12, 13:15, 15:11 und 15:10. Dies war gleichzeitig das letzte Turnier, das Jansher Khan in seiner Karriere gewann.

## Ergebnisse

### Gruppe A

#### Tabelle
| Pos. | Setzliste | Spieler       | Spiele | Sätze |
| ---- | --------- | ------------- | ------ | ----- |
| 1    | 8         | Mark Chaloner | 2:1    | 5:2   |
| 2    | 2         | Jansher Khan  | 2:1    | 5:3   |
| 3    | 6         | Alex Gough    | 2:1    | 4:3   |
| 4    | 9         | Del Harris    | 0:3    | 0:6   |

#### Ergebnisse
| Spieler       | Spieler       | Ergebnis            |
| ------------- | ------------- | ------------------- |
| Jansher Khan  | Mark Chaloner | 10:15, 17:16, 15:11 |
| Alex Gough    | Del Harris    | 15:14, 15:12        |
| Jansher Khan  | Del Harris    | 15:10, 15:7         |
| Mark Chaloner | Alex Gough    | 17:16, 15:10        |
| Alex Gough    | Jansher Khan  | 15:13, 12:15, 15:9  |
| Mark Chaloner | Del Harris    | 15:12, 15:7         |

### Gruppe B

#### Tabelle
| Pos. | Setzliste | Spieler      | Spiele | Sätze |
| ---- | --------- | ------------ | ------ | ----- |
| 1    | 1         | Peter Nicol  | 3:0    | 6:0   |
| 2    | 10        | Simon Parke  | 2:1    | 4:2   |
| 3    | 4         | Rodney Eyles | 1:2    | 2:4   |
| 4    | 7         | Anthony Hill | 0:3    | 0:6   |

#### Ergebnisse
| Spieler      | Spieler      | Ergebnis     |
| ------------ | ------------ | ------------ |
| Peter Nicol  | Anthony Hill | 15:2, 15:12  |
| Simon Parke  | Rodney Eyles | 17:16, 15:10 |
| Rodney Eyles | Anthony Hill | 15:9, 15:14  |
| Peter Nicol  | Simon Parke  | 15:10, 15:9  |
| Simon Parke  | Anthony Hill | 17:14, 17:16 |
| Peter Nicol  | Rodney Eyles | 15:11, 15:5  |

### Halbfinale
| Spieler      | Spieler       | Ergebnis                 |
| ------------ | ------------- | ------------------------ |
| Jansher Khan | Peter Nicol   | 15:14, 15:4, 15:3        |
| Simon Parke  | Mark Chaloner | 15:8, 15:4, 16:17, 15:12 |

### Finale
| Spieler      | Spieler     | Ergebnis                   |
| ------------ | ----------- | -------------------------- |
| Jansher Khan | Simon Parke | 15:12, 13:15, 15:11, 15:10 |